# Z. Karvalics László
Z. Karvalics László (Zalaegerszeg, 1961. december 23. –) A történettudományok nagydoktora. A Budapesti Műszaki Egyetem Információs Társadalom és Trendkutató Központ (ITTK) alapító-igazgatója (1998–2006), a Budapesti Műszaki Egyetem Információs- és Tudásmenedzsment Tanszék vezetője (2005–2006), a Szegedi Tudományegyetem Könyvtár- és Humán Információtudományi Tanszék vezetője (2007–2011). Az Információs Társadalom c. folyóirat főszerkesztője (2001–2006). Az információs társadalom elméleti és gyakorlati oldalának, az információpolitika és információstratégia kérdéseinek és az Internet-gazdaságnak nemzetközileg is elismert kutatója és tudományszervezője. Számos tanulmány és népszerű sorozat szerzője, szakmai konferenciák és események keresett előadója.
„A cybertudomány igazi nagy kérdése nem az, hogy meddig fokozható a számítógépes kapacitás: sokkal inkább az, vajon milyen mértékben növelhető a tudástermelésbe bevonható agyak száma?”

## Életútja
1986-ban az Eötvös Loránd Tudományegyetem Bölcsészettudományi Karán végzett magyar-történelem szakon. Sajtó-, könyv- és művelődéstörténeti kutatások után érdeklődése az információs társadalom, az információtörténelem, az információ humán tudománya, az Internet és az információ- és tudásmenedzsment kérdései felé fordult.  4 gyermek édesapja.

### Tanulmányok
1985 és 1988 között a Martos Flóra Gimnáziumban magyart és történelmet tanított. Ugyanekkor integrált társadalomtudományi tantárgyi kísérletet indított el a Veres Péter Gimnáziumban. 1986-ban kitüntetéses diplomát szerzett az Eötvös Loránd Tudományegyetem magyar-történelem szakán. 1986 és 1989 között MTA TMB (Magyar Tudományos Akadémia Tudományos Minősítő Bizottság) tudományi ösztöndíjas (ELTE BTK Új-és Legújabbkori Magyar Tört. Tansz., spec.koll. "Sajtó és politika 1945-48"). 1985 és 1987 között az Eötvös Loránd Tudományegyetem Egyetemi Tanácsának tagja. 1988 és 1989 között Soros Alapítvány ösztöndíjas (A tájékoztatás intézményei 1945-48). 1989-ben egyetemi doktor lett (A TIT története (1953-1965). 1995-ben megszerezte a történettudományok kandidátusa fokozatot (INDEX Magyarországon 1945-1947). 2005-ben habilitált doktor lett (ELTE). 2006-ban Fulbright kutatási ösztöndíjat kapott az Egyesült Államokban (George Washington University, Center for International Science and Technology Policy (CISTP) Georgetown University) 2022-ben a Magyar Tudományos Akadémia nagydoktora lett.

### Munkaviszonyok
1988-tól 1991-ig a BME Politikaelméleti és Történeti Tanszékén dolgozott. Oktatott tárgyak: Magyarország története, Bevezetés a politika-elméletbe, Világvallások és civilizációk, Fejezetek a politikai propaganda XX. sz.-i történetéből. 1989-1999 között létrehozta és vezette a Történeti Informatika (később Információtörténelem) műhelykurzust az ELTE-BTK-n, 1990-től órarendi tárgyként oktatta, szakmai konferenciával, publikációkkal. 1991 és 1992 között a Budapesti Közgazdaságtudományi Egyetemen vendégoktató (féléves "Bevezetés a politikaelméletbe" kurzus). 1991-1992 között a tanszékvezető tudományos helyettese, intézeti oktatási bizottság tagja.
1992-ben a BME Társadalmi Informatika Osztály adjunktusa, osztályvezető helyettese. Oktatott tárgyak: Bevezetés a társadalmi informatikába, Sajtóelmélet és -történet, Médiainformatika, Információs társadalom. Szakmai tevékenység: kutatások az információ társadalomelmélete, a történeti informatika és az információs társadalom kérdéskörében, képzés előkészítés, francia társkapcsolatok ápolása. 1993-1994 között Országos Tudományos Kutatási Alapprogramok (OTKA) pályázat (ELTE Szociológiai Intézettel, Informatika az általános iskolában). 1994-1995 Pro Renovanda "Trefort" (Harmóniateremtés és erkölcs a világvallásokban). 1994-1995 között Alapítvány a Magyar Felsőoktatásért és Kutatásért (A történeti informatika szakmai infrastruktúrájának megteremtése).
1994-től a Magyar Újságírók Országos Szövetsége (MÚOSZ) Sajtótudományi Szakosztályának tagja. 1994-től TIT Budapesti Elnökségi tag. 1995-1997 OTKA pályázat (A történeti informatika teoretikus megalapozása). 1995-1996 MATÁV Alapítvány a magyar távközlésért és felsőoktatásért (Nemzeti informatikai stratégiák összehasonlító elemzése).
1995-ben részt vett a kormány modernizációs programja informatikai fejezetének elkészítésében. Ugyanebben az évben megjelent az "Információs társadalom (A technikától az emberig)" c. egyetemi jegyzet. 1995-1996 között megjelentek az "Információtörténelem" fogalmi-módszertani kérdéseivel foglalkozó kulcs-tanulmányai. 1996-ban elkészített egy fejezetet a Nemzeti Informatikai Stratégiába. Ebben az évben három hónapos tanulmányútra indult Délkelet-Ázsiába. 1996-ban kinevezték egyetemi docensnek. Új kutatási témák: nemzeti informatikai stratégiák összehasonlító elemzése, a tudástechnológiák generációváltása, a hálózati világ társadalomelmélete, oktatás és informatika, Ázsia az információs korszakban. 1996-1997 között a Soros Alapítvány támogatta (Információs társadalom, informatikai stratégiák).
1997-ben az Informatikai Tárcaközi Bizottság Szakértői Tanácsadó Testület, MKM Internet-program kommunikációs tanácsadó csoportjának tagja. 1998-ban az Információs Társadalom és Trendkutató Központ igazgatója, Magyar UNESCO Bizottság tagja. 1999-2001 között a Programbizottság tagja, (Research on Information Society (RIS) konferenciák, Varsó). 1999-ben tanácsadói megbízásokat kapott különböző informatikai és Internet-gazdaságban tevékenykedő cégeknél. Ugyanebben az évben a Magyar UNESCO Bizottság alelnöke. 2000-ben a University of Pretoria vendégelőadója (visiting professor).
2001-ben az MTA Pedagógiai Bizottságának Számítógép és Pedagógia Albizottságának alelnöke, és az IFIP Technical Committee 9. (Relationship between Computers and Society) magyar képviselője. 2003-2005 között NKFP (Nemzeti Kutatás-Fejlesztési Program) 2. sz. programtanácsának (Informatika) zsűritagja. 2004-ben a Nemzeti Hírközlési és Informatikai Tanács tagja. 2005-ben tanszékvezető lett a BME-GTK Információs-és Tudásmenedzsment Tanszékén. 2006-ban International Journal of Knowledge and Learning (szerkesztőbizottsági tagság), Department of History tagság. Magyar képviselő az UNESCO Information for All programjának végrehajtó tanácsában. Ugyanebben az évben Eminent advisor (Global Knowledge Partnership, GKP).
2006-2009 között OTKA Társadalom-és Bölcsészettudományi Kollégium, Történelem-és Tudománytörténet bíráló testületének zsűritagja. 2007 és 2011 között tanszékvezető a Szegedi Tudományegyetem Könyvtár- és Humán Információtudományi Tanszékén. 2008-ban a második ciklusban tag, magyar képviselő az UNESCO Information for All programjának végrehajtó tanácsában. 2009-ben a Szegedi Tudományegyetem és a Szegedi Biológiai Központ közös tulajdonában álló kutatás-fejlesztési részvénytársaság, a DEAK (Dél-Alföldi Kooperációs Kutatóközpont) Zrt. Innovatív társadalomtudományi divíziójának vezetője.
2010-ben az SZTE Kutatóegyetemi program Információs társadalom alprogramjának vezetője. 2011-ben témavezető az ELTE TáTK Szociológiai Doktori Iskola Interdiszciplináris Társadalomkutatások Programjában.

## Szakmai közélet
- „Research on Information Society” tagja (1999-2003)
- MTA Pedagógiai Bizottság „Számítógép és pedagógia” Albizottság alelnöke (2000-2005)
- Magyar UNESCO-Bizottság alelnöke, az info-kommunikációs albizottság vezetője, az IFIP (International Federation of Information Processing) TC 9. (Computers and Society) magyar képviselője (2001-2004)
- Nemzeti Hírközlési és Informatikai Tanács tagja (2004)
- E-government c. konferenciasorozat bizottsági tagja (2005-2007)

## Tudományszervezés, szakmai egyesületi tagságok
- Association of Internet Researchers
- Magyar Kommunikációtudományi Társaság (alapító tag)
- Magyar Szociológiai Társaság
- Tőkei Ferenc Társaság (alapító tag)
- Polányi Mihály Szabadelvű Filozófiai Társaság
- Magyary Zoltán E-Közigazgatástudományi Egyesület (elnökségi tag)
- Magyar Történelmi Társulat

## Hosszabb külföldi tanulmányutak
- Délkelet-Ázsia (Tajvani Nemzeti Egyetem, Hongkongi Baptista Egyetem, 1996)
- George Washington University, Georgetown University (Fulbright ösztöndíj, 2005-2006)

## Díjak, kitüntetések
- Kar Kiváló Oktatója (1998)
- Széchenyi Professzori Ösztöndíj (1999-2003)
- „A magyar informatikáért” szakmai érem (2000)
- Köztársasági Érdemérem Polgári Tagozat Lovagkeresztje kitüntetés ”az információs társadalom nemzetközileg elismert kutatásáért” (2004)
- Fulbright kutatási ösztöndíj az Egyesült Államokban (2006-2007)
- Neumann-díj a számítástechnikai kultúra kialakításában és a társadalom informatizálásában elért jelentős eredményekért (2008)

## Kiadványok, gondozott könyvsorozatok
- Üzleti megoldások az információs társadalomban (Bagolyvár Kiadó)
- Médiatörténeti füzetek
- INFONIA Szakkönyvek (Aula)
- Internet.hu (Aula)
- Információtörténelem (Gondolat)
- Az információtörténelem klasszikusai (Gondolat)
- Információ és társadalom (Gondolat)
- Az információs társadalom klasszikusai (Gondolat)

## Folyóiratok
- Hóbagoly (ELTE BTK hallgatói lap) 1984-1985
- Eszmélet (szerkesztőség: 1994-1998 tanácsadó testület 1999-)
- Információs Társadalom (alapító főszerkesztő, 2001-2006)
- BYTE (szerkesztőbizottsági tag, 1997-2000)
- International Journal of Knowledge and Learning (szerk.biz. tag) (2005-)
- International Journal of Electronic Democracy (2008-)
- TripleC (2009-)

## Főbb művei
- Fogpiszkáló a hálózaton. Írások az Internetről (Prím, Budapest 2000)
- Információ, társadalom, történelem (válogatott írások) (Typotex, Budapest, 2001)
- Az információs társadalom keresése (Infonia-Aula, Budapest, 2002)
- Bevezetés az információtörténelembe (Gondolat, Budapest, 2004)
- Az MTI története (1945-1948) (Napvilág, Budapest, 2005)
- Z. Karvalics László–Juhász Lilla: Társadalmi informatika. Bevezetés; Információs Társadalomért Alapítvány, Bp., 2008
- Úton a digitális kori kormányzás felé; Demos Magyarország, Bp., 2008
- Szavak és képek között. Médiatörténet, kommunikációtörténet, információtörténet. Tanulmánykötet; szerk. Z. Karvalics László, Kiss Károly; Infonia–Gondolat, Bp., 2008 (Információtörténelem)
- Information society dimensions; JATEPress, Szeged, 2009
- Egy értelmiségi tömegszervezet hétköznapjaiból. A TIT születése és első évei, 1953-1964; JATEPress, Szeged, 2010
- Information society dimensions; JATEPress, Szeged, 2010
- The dual flue effect. A model and an action plan to increase knowledge-based employment (Kettős kürtőhatás); JATEPress, Szeged, 2011 (Endorsement to the IBM white book, 1.)
- Kettős kürtőhatás. Modell és cselekvési program egy tudás-központú foglalkoztatás-növeléshez; JATEPress, Szeged, 2011 (Tanulmányok az IBM fehér könyvhöz, 1.)
- Magyarország versenyképességének humán tényezői. Helyzet- és jövőkép. IMB fehér könyv; írta és szerk. Molnár Szilárd, Suhajda Attila, Z. Karvalics László; JATEPress, Szeged, 2011 (megjelent angolul is)
- Szolgáltatásinkubáció az egyetemi szférában. Innovatív külső és belső információmenedzsment megoldások; szerk. Z. Karvalics László; Primaware, Szeged, 2011
- Az I. világháború információtörténetéhez. 2014. október 8., Szegedi Agóra Informatórium. Előadás-kivonatok; szerk. Z. Karvalics László; : Primaware–SZTE, Szeged, 2014
- Information history of the First World War; szerk. Z. Karvalics László; L'Harmattan, Bp., 2015
- Metszéspontok. Társadalomtudomány és infokommunikáció az ezredforduló után; szerk., bev. Z. Karvalics László; Gondolat–Infonia–Óbudai Egyetem Digitális Kultúra és Humán Technológia Tudásközpont, Bp., 2015 (Információ és társadalom)
- Az első világháború információtörténetéhez; szerk. Z. Karvalics László; Gondolat, Bp., 2016 (Információtörténelem)
- Okos városok kérdő- és felkiáltójelekkel. Tudósítás két kőszegi KRAFT-évről; Felsőbbfokú Tanulmányok Intézete–Savaria University Press, Kőszeg–Szombathely, 2017 (IASK – KRAFT könyvek)
- A fény információtörténetéhez; szerk. Z. Karvalics László, Fábián Borbála; Gondolat, Bp., 2017 (Információtörténelem)
- Informatorium. Szó-kalauz a kortárs információs kultúrához; Tinta, Bp., 2017

## Külső hivatkozások
- SZTE-BTK Könyvtár- és Humán Információtudomány Tanszék